# Valladolid (kommun i Mexiko)
Valladolid är en kommun i Mexiko.   Den ligger i delstaten Yucatán, i den östra delen av landet, 1 200 km öster om huvudstaden Mexico City. Antalet invånare är 89 500. Arean är 1 081 kvadratkilometer.
Terrängen i Valladolid är mycket platt.
Följande samhällen finns i Valladolid:
- Valladolid
- Tixhualactún
- Tesoco
- Tikuch
- Dzitnup
- Residencial Campestre Fraccionamiento
- Yaax-Hal